# Гірничо-переробний комплекс Чулактау
«Чулактау» — підприємство в Казахстані з видобутку і переробки фосфоритів на базі Каратауського фосфоритоносного басейну. Адміністративний центр — м. Каратау.

## Історія
Родовища басейну розробляються з 1946 р.

## Характеристика
До складу «Чулактау» входять: шахти Молодіжна та Аксай, кар'єри Т'єсай та Шейлібулак, дробильно-сортувальні і збагачувальні фабрики.

## Технологія розробки
Спосіб розробки — комбінований: до глибини 100—150 м кар'єрами, а глибше — шахтою. На кар'єрах застосовується трансп. система розробки, на шахті — система поверхового обвалення.